# Berkad
Een berkad (soms birked genoemd) is een waterreservoir waarin in droge gebieden water wordt opgevangen tijdens het regenseizoen, voor gebruik tijdens het droge seizoen. Ze komen vooral voor in Somalië en bepaalde delen van Ethiopië.
Berkads werden eind jaren vijftig van de twintigste eeuw vanuit Egypte geïntroduceerd in Somalië. Meestal zijn het enorme rechthoekige, langwerpige bassins, met verticale wanden en met een inhoud van vele honderden kubieke meters (min of meer de afmetingen van een fors zwembad), soms 3 à 4 m diep. De wanden en bodem worden veelal voorzien van metselwerk en/of aangestreken met cement om waterverlies door absorptie in de ondergrond tegen te gaan. Aan de bovenzijde zijn ze open, maar om verdamping tegen te gaan worden ze vaak afgedekt met zeilen, of (in armere dorpen) met netten waarop men alles legt dat schaduw geeft (takken, stro e.d.).
Berkads worden van nature gevuld tijdens het regenseizoen. Men legt ze daarom aan op plekken waar bij regenbuien kleine stroompjes ontstaan, die dan via gegraven geulen naar de berkad worden geleid. Op die wijze kan een berkad soms in enkele uren vollopen. Bij dorpen die qua watertoevoer ongunstig liggen, kunnen de toevoergeulen tot enkele kilometers lang zijn en met recht kanaaltjes worden genoemd (zie een foto hier), die soms ook met cement zijn bekleed en/of aan de bovenzijde zijn afgedekt. Berkads liggen vaak in clusters bij elkaar.
Een berkad wordt aan de ingang vaak voorzien van een zgn. catch-pool; een klein open reservoir waar het water doorheen stroomt voordat het in het grote bassin terechtkomt. Dit dient om alvast een groot deel van het meegevoerde sediment te laten bezinken en andere vervuilingen uit het water te kunnen halen. Het water in een berkad is niettemin vaak troebel en modderig en kan een gezondheidsrisico vormen. Een oplossing daarvoor bestaat uit het aanleggen van een schuin dak boven de berkad, vaak golfplaat, dat het bassin luchtdicht afsluit. Het verdampte water condenseert aan de onderkant van het dak en loopt naar beneden, waar het wordt opgevangen in gootjes en naar een separate metalen tank wordt geleid, waar het water via een handpomp kan worden gebruikt. Niet alleen is het drinkwater daarmee feitelijk gedestilleerd, ook waterverlies door verdamping neem hierdoor enorm af.
Dergelijke installaties zijn evenwel veelal te kostbaar voor een dorp om zelfstandig op te brengen.
Berkads hebben ook nadelen. In de Haud, een uitgestrekte steppe op de grens van Somalië en Ethiopië die van groot belang is voor nomaden met hun vee, waren eind jaren 50 nog slechts enkele waterpunten. Nomaden trokken rond volgens een traditionele seizoensmigratie en moesten altijd rekening houden met het aantal dagen lopen naar de eerstvolgende plaats waar zij hun vee konden drenken. Rond 2001 waren er al zo'n 7000 berkads in de Haud, waardoor het gebied nu permanent begraasd wordt. Deze overbegrazing leidt tot ecologische degradatie en erosie. Ook ontstaan er nederzettingen rond clusters van berkads en is de bevolkingsdruk toegenomen.